# 前空站

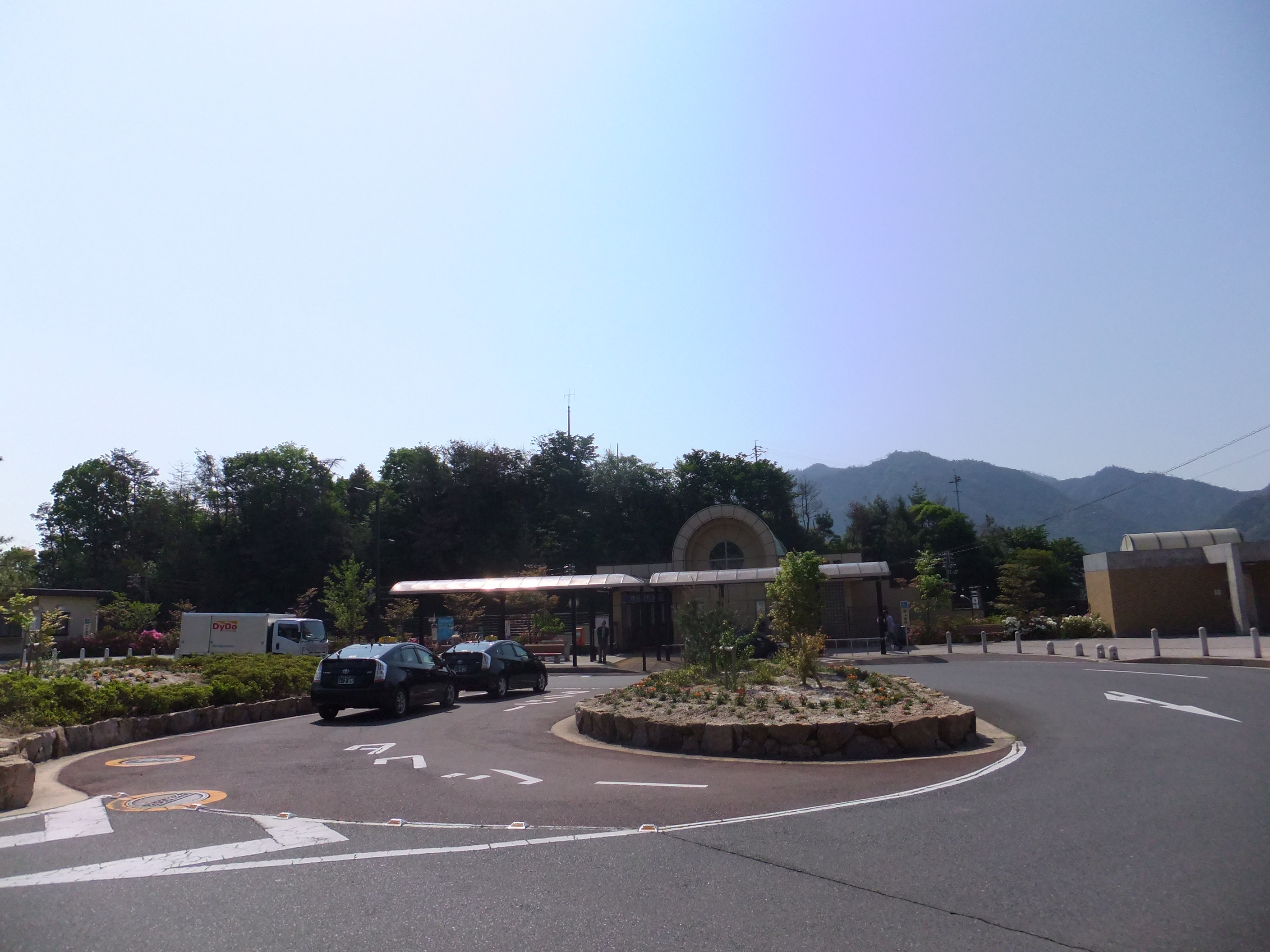
北出口

前空站（日语：／ Maezora eki */?）是位於廣島縣廿日市市前空五丁目，西日本旅客鐵道（JR西日本）山陽本線的車站。車站位於廣島城市網絡內。
此站為快速「通勤快車」的停車站。在早上有許多前往廣島方向的通勤、上學乘客，在黃昏也有來自廣島縣立宮島工業高等學校師生使用此站。

## 歷史
- 1961年（昭和36年）
  - 8月21日 - 國鐵開設賀撫津（日语：／）號誌站，位於現時從前空站向廣島方向100米處。
  - 12月 - 賀撫津號誌站廢止。
- 2000年（平成12年）3月11日 - 西日本旅客鐵道（JR西日本）山陽本線宮島口站至大野浦站之間開設此站，名為前空站。車站業務由JR西日本廣島MAINTEC（日语：JR西日本広島メンテック）負責，為業務委託車站。
- 2007年（平成19年）
  - 6月17日 - 引入可支援ICOCA的簡易型自動閘機（日语：自動改札機）。
  - 9月1日 - 此站可以使用ICOCA。
  - 10月1日 - 綠色窗口營業時間中增設中途休息時間。

## 車站構造
車站是一座設有跨站式站房的地面車站，設有2面2線的相對式月台。車站設有轉轍器和絶對信號機，被定義為停留所。此站設有無障礙設施，在上行月台設有升降機（在下午8時前可使用），下行月台通常只有樓梯，但是可向車站職員要求經公眾通道的升降機前往下行月台。
此站由宮島口站管理，並由JR西日本廣島MAINTEC負責車站業務，為業務委託車站。車站可以使用ICOCA與其互相可以使用的IC卡。由於此站只設有簡易式自動閘機，因此下車時，若使用普通乘車票，只需交給車站職員（在櫃臺非營業時間，把車票投進車票收集箱）。
車站內沒有任何列車出發顯示牌，但是由於車站引入了CTC，因此設有在閘口中設有列車接近預告機器。

### 月台
| 月台 | 路線     | 上下行 | 方向                 |
| ---- | -------- | ------ | -------------------- |
| 1    | 山陽本線 | 上行   | 廣島、瀨野、三原方向 |
| 2    | 山陽本線 | 下行   | 岩國、德山方向       |

## 使用狀況
以下為近年1日平均乘車人次列表。
| 年度               | 1日平均 乘車人次 |
| ------------------ | ---------------- |
| 2000年（平成12年） | 1,282            |
| 2001年（平成13年） | 1,537            |
| 2002年（平成14年） | 1,684            |
| 2003年（平成15年） | 1,753            |
| 2004年（平成16年） | 1,837            |
| 2005年（平成17年） | 1,915            |
| 2006年（平成18年） | 1,903            |
| 2007年（平成19年） | 1,933            |
| 2008年（平成20年） | 1,956            |
| 2009年（平成21年） | 1,957            |
| 2010年（平成22年） | 1,941            |
| 2011年（平成23年） | 1,975            |
| 2012年（平成24年） | 1,971            |
| 2013年（平成25年） | 2,032            |
| 2014年（平成26年） | 1,964            |
| 2015年（平成27年） | 2,037            |
| 2016年（平成28年） | 2,072            |
| 2017年（平成29年） | 2,096            |

## 車站周邊
車站的名稱是來自車站北邊的前空團地。另外，北出口設有的士站和巴士站。在西北方向步行15分鐘可到達廣島縣立宮島工業高等學校。
- 國道2號
- 廣島生活習慣病、癌症檢查中心大野（前・中國電力 大野研修所別館）

## 巴士路線
- 廿日市市 All Heart巴士 （页面存档备份，存于）

## 相鄰車站
西日本旅客鐵道
 山陽本線
■快速「城市快車」（只有星期六及假日服務）、■快速「通勤快車」（只有平日早上上行班次）
通過
■普通
宮島口－前空－大野浦

## 注腳
1. ↑  廿日市市統計書

## 外部連結
- 前空｜車站資訊：JR出門網 - 西日本旅客鐵道